# Mareș Băjescu
Mareș Băjescu
  Fiu al unor orășeni înstăriți din Câmpulung, Mareș și-a început cariera politică în cancelaria domnească unde a activat ca logofăt aproape 20 de ani (1643-1661). Începând cu anul 1661, el a început să urce treptele acelui cursus honorum care l-au condus la cea mai mare dregătorie a țării, mare ban (1669 aprilie 22-1672 ianuarie 5) în Divanul lui Antonie-Vodă din Popești, după ce în timpul domnilor Grigore Ghica și Radu Leon a deținut demnitățile de mare vistier (1661 ianuarie 28-1669 februarie 24). De asemenea, în timpul lui Antonie-Vodă, când domnitorul a participat la campania împotriva nogailor, Mareș Băjescu a fost ispravnic al scaunului Bucureștilor (1670 septembrie 1-1670 noiembrie 20), fapt care reprezintă apogeul carierei sale politice.
Mare ban 22 aprilie 1669 - 5 ianuarie 1672
 Membru al grupării Cantacuzinilor și al delegației de boieri care a mers la Ienișer pentru a-l scoate din scaun pe Radu Leon, Mareș Băjescu a fost răsplătit de noul domnitor, Antonie-Vodă din Popești, prin acordarea celei mai mari dregătorii a țării, mare ban al Craiovei.
  Deși în veacul al XVII-lea atribuțiile marelui ban erau reduse considerabil, comparativ cu perioada de autonomie din vremea Craioveștilor, Mareș a fost singurul care a încercat și a redat acestei instituții strălucirea de odinioară. Lucrul n-ar fi fost posibil dacă Antonie-Vodă n-ar fi fost dominat de Cantacuzini. Ostil Cantacuzinilor, cronicarul Radu Popescu dezaprobă modul în care Mareș, mergând la Craiova, și-a luat în primire dregătoria. Dacă ceilalți bani dinaintea lui s-au dus la Craiova „smeriți”, el a mers însoțit de un întreg alai. Astfel, Mareș „cu mare pompă s-au gătit, cu slujitori mulți den București, cu grapă (adecă șteag bănesc, așa să zice: grapă), cu trâmbițe, tobe, surle și după dânsul gloată, și câțiva copii den casă cu sulițe, iar înainte câțiva podovnici împodobiți și altele ca acestea”.
  Modul autoritar de a-și îndeplini atribuțiile este, de asemenea, incriminat de Radu Popescu, atunci când relatează felul în care Mareș făcea judecățile. Dacă vreun boier era vinovat, „nu le veghea voe nimic, ci jos la scară cu toege îl bătea și aicea în București așăjderea făcea ”. Mențiunea din cronică „și aicea în București așăjderea făcea” se referă, desigur, la perioada 1670 septembrie-noiembrie 20, când Mareș a fost ispravnicul scaunului Bucureștilor. Purtarea lui Mareș a provocat nemulțumirea boierilor mehedințeni „că era boierime multă, întru oare ce chip le părea rău și de necaz zicea câte un cuvânt înpotrivă cu toții ”.
,,Carele cuvinte auzindu-le banul Mareș la Craiova, și Crețulescu și Șerban cu frații lui Postelniceștii, li s-au nălucit precum banul Gherghe cu ai lui și cu ceilaltă boierime a țării făcură sfat între dânși să omoare pă banul Mareș, pă Crețulescu șî pă Șărban spătariul și pă ai lor. Și se scoală Mareș de au fugit la Loviște, la Cornet, la mănăstirea lui, și scrie cărți la domnu și la ceilalți ai lor, că dă frică au fugit el acolo, să nu-l omoară boierii, pîrînd multe”.
  Apogeul ascensiunii lui Mareș în viața politică a țării a avut loc în toamna anului 1670 când, în urma poruncii sultanului, Antonie-Vodă a trebuit „să meargă la oaste ... să scoață pă nohai  den Bugeac și den hotarăle Moldovei, că să înmulțise și făcea multe reale și bugegenilor și moldovenilor”. Ocupându-se de participarea lui Antonie-Vodă și Gheorghe Duca la campania din Bugeac contra nogailor, Ion Ionașcu afirmă că ea a avut loc între 1 septembrie și 15 noiembrie 1670. Întrucât ultima carte, cunoscută, a lui Mareș Băjescu ca ispravnic al scaunului de București datează din 20 noiembrie 1670, considerăm că această expediție s-a desfășurat între 1 septembrie și 20 noiembrie 1670.
   Lăsat ispravnic al scaunului Bucureștilor, pentru perioada cât Antonie-Vodă a participat la campania împotriva nohailor, Mareș a cârmuit țara ca un adevărat domn, intitulându-se în documente „Mareș velichii ban, ispravnicul scaunului Bucureștilor”. Numirea lui Mareș ca ispravnic al Bucureștiului pentru perioada cât Antonie-Vodă a participat la această campanie este normală, pentru că, după domnie, bănia a fost cea mai importantă dregătorie a țării, iar apartenența la facțiunea Cantacuzinilor a contribuit la ocuparea acestei demnități. Din păcate, numărul documentelor cunoscute din această perioadă este destul de mic pentru a aprecia felul în care Mareș a acționat în calitate de locțiitor de domn. Primul document cunoscut emis de Mareș în această demnitate, păstrat însă în copie, datează din 1 octombrie 1670. Prin această carte, Mareș poruncește vameșilor de la Orașul de Floci să oblige oamenii care mănâncă venitul mănăstirii Cozia de la bălțile, gârlele și iazurile de acolo să dea zeciuiala și venitul mănăstirii. Totodată, Mareș îi amenință pe sătenii care nu vor respecta cartea că vor avea „certare și vom trimite cu treapăd, dă veți da și făr de voia voastră”.
 Dar Mareș Băjescu a avut un rol important nu numai în viața politică și economică a țării, ci și în cea culturală. El n-a fost numai martorul unor realizări remarcabile în domeniul culturii care s-au înfăptuit în a doua jumătate a secolului al XVII-lea, ci a participat activ la ridicarea vieții culturale a țării, pentru că, în primul rând, era un om cult.
   De menționat este faptul că Mareș Băjescu s-a îngrijit de donații și altor lăcașuri, precum aflăm din inscripția din 15 ianuarie 1662 de pe îmbrăcămintea mâinii de argint aurit dăruită mănăstirii Arnota: „ Această ferecătură a cinstitei mâini a Muceniței Marinii care se află la Sfânta Mănăstire Arnuta, am făcut-o eu robul lui Hristos, Mareș vistier și cu soția mea Maria din Băjești, ianuarie 15 zile în anul 7170 (1662)”, o cățuie din argint din 31 august 1657 dăruită Mănăstirii Negru-Vodă din Câmpulung ș.a.
   Ctitoriile lui Mareș de la Băjești și Cornet constituie ofrande aduse divinității, dar și mijloace de a-și spori prestigiul în fața contemporanilor. Ele pot rivaliza cu tot ce s-a creat mai bun în acea vreme, constituind exemple de artă semnificative pentru mișcarea artistică a vremii.
  După cum am amintit, vremurile nu erau cele mai liniștite, însă, ceea ce este de apreciat și demn de luat în seamă, este credința extraordinară a domnitorilor, a boierilor și chiar a oamenilor de rând că, realizând construirea unei biserici au înscris o pagină de istorie pozitivă și și-au adus un aport destul de semnificativ la mântuirea lor. Oamenii de altădată gândeau așezările monahale a fi amplasate în locuri de liniște, în oaze de isihie ce să inspire spre rugăciunea curată și spre credința neșovăielnică spre Dumnezeu.

BIBLIOGRAFIE:

1.    Pr. Nicolae MOGA, Sfântul Schit CORNET, Editura Credința strămoșească 2008
2.    Spiridon I. CRISTOCEA, Din trecutul marii boierimi muntene – Marele ban Mareș BĂJESCU, Editura Istros, Brăila 2005
3.    Vasile I. BERBECE et alii, Vâlcea-Ghid turistic, Editura Sport-Turism, București 1976
```
 
```